# Châtelus-le-Marcheix
Châtelus-le-Marcheix (Chasteluç lo Marchès en occitan) est une commune française située dans le département de la Creuse en région Nouvelle-Aquitaine.
Son nom signifie « Château marchois » ou encore « Château le marchois ».
Le gentilé officiel est Castelmarchois et Castelmarchoises, bien que ses habitants se soient longtemps, traditionnellement, définis eux-mêmes comme los Chastelus ou encore los Chastelauds et  las Chastelaudas en occitan limousin.

## Géographie

### Localisation
Située à peu près à égale distance de Limoges et Guéret (env. 40 km et 45 minutes de route), la commune de Châtelus-le-Marcheix s'étale près du Thaurion, sur les reliefs septentrionaux du Massif central, entre les historiques provinces du Limousin et de la Haute-Marche.
Elle se situe sur la terminaison orientale des monts d'Ambazac que l'on appelle, dans leur partie creusoise, les monts de Saint-Goussaud.
Elle est limitrophe du département de la Haute-Vienne.
Les communes importantes (tous commerces) les plus proches sont Bourganeuf et Bénévent-l'Abbaye (toutes deux à environ 15 km).
D'une densité de population extrêmement faible (7 hab./km² contre 21 hab./km² pour la Creuse et 44 hab./km² pour le Limousin), la commune de Châtelus-le-Marcheix possède une nature sauvage et préservée.

### Communes limitrophes
| Arrènes                      | Mourioux-Vieilleville  | Ceyroux                         |
| Saint-Goussaud               | Châtelus-le-Marcheix   | Saint-Dizier-Leyrenne           |
| Les Billanges (Haute-Vienne) | Saint-Pierre-Chérignat | Masbaraud-Mérignat, Montboucher |

### Climat
Pour des articles plus généraux, voir Climat de la Nouvelle-Aquitaine et Climat de la Creuse.
Historiquement, la commune est dans une zone de transition entre le climat océanique limousin et le climat montagnard.  
En 2020, Météo-France publie une typologie des climats de la France métropolitaine dans laquelle la commune est dans une zone de transition entre le climat océanique altéré et le climat de montagne et est dans la région climatique  Ouest et nord-ouest du Massif Central, caractérisée par une pluviométrie annuelle de 900 à 1 500 mm, maximale en automne et en hiver.
Pour la période 1971-2000, la température annuelle moyenne est de 11,1 °C, avec une amplitude thermique annuelle de 14,7 °C. Le cumul annuel moyen de précipitations est de 1 138 mm, avec 13,4 jours de précipitations en janvier et 8,3 jours en juillet. Pour la période 1991-2020, la température moyenne annuelle observée sur la station météorologique la plus proche, située sur la commune de Bénévent-l'Abbaye à 13 km à vol d'oiseau, est de 11,5 °C et le cumul annuel moyen de précipitations est de 1 013,1 mm,. Pour l'avenir, les paramètres climatiques de la commune estimés pour 2050 selon différents scénarios d’émission de gaz à effet de serre sont consultables sur un site dédié publié par Météo-France en novembre 2022.

## Urbanisme

### Typologie
Au 1er janvier 2024, Châtelus-le-Marcheix est catégorisée commune rurale à habitat très dispersé, selon la nouvelle grille communale de densité à 7 niveaux définie par l'Insee en 2022.
Elle est située hors unité urbaine et hors attraction des villes,.

### Occupation des sols
L'occupation des sols de la commune, telle qu'elle ressort de la base de données européenne d’occupation biophysique des sols Corine Land Cover (CLC), est marquée par l'importance des forêts et milieux semi-naturels (66,1 % en 2018), en diminution par rapport à 1990 (66,9 %). La répartition détaillée en 2018 est la suivante : forêts (54,6 %), prairies (25,7 %), milieux à végétation arbustive et/ou herbacée (11,5 %), zones agricoles hétérogènes (5,3 %), eaux continentales (2,2 %), zones urbanisées (0,7 %). L'évolution de l’occupation des sols de la commune et de ses infrastructures peut être observée sur les différentes représentations cartographiques du territoire : la carte de Cassini (XVIIIe siècle), la carte d'état-major (1820-1866) et les cartes ou photos aériennes de l'IGN pour la période actuelle (1950 à aujourd'hui).

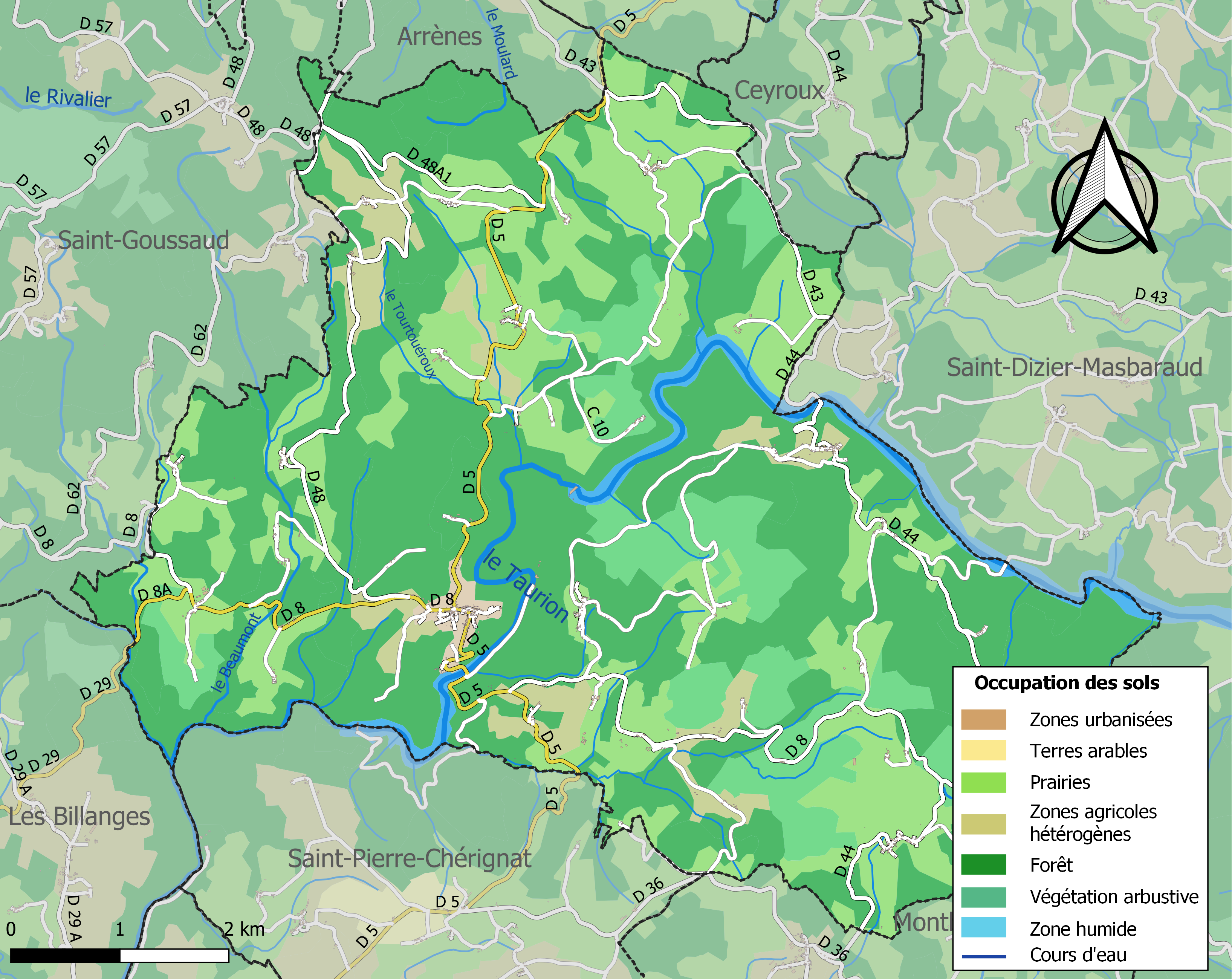
Carte des infrastructures et de l'occupation des sols de la commune en 2018 (CLC).

### Risques majeurs
Le territoire de la commune de Châtelus-le-Marcheix est vulnérable à différents aléas naturels : météorologiques (tempête, orage, neige, grand froid, canicule ou sécheresse) et séisme (sismicité faible). Il est également exposé à un risque technologique, la rupture d'un barrage, et à un risque particulier : le risque de radon. Un site publié par le BRGM permet d'évaluer simplement et rapidement les risques d'un bien localisé soit par son adresse soit par le numéro de sa parcelle.

#### Risques naturels

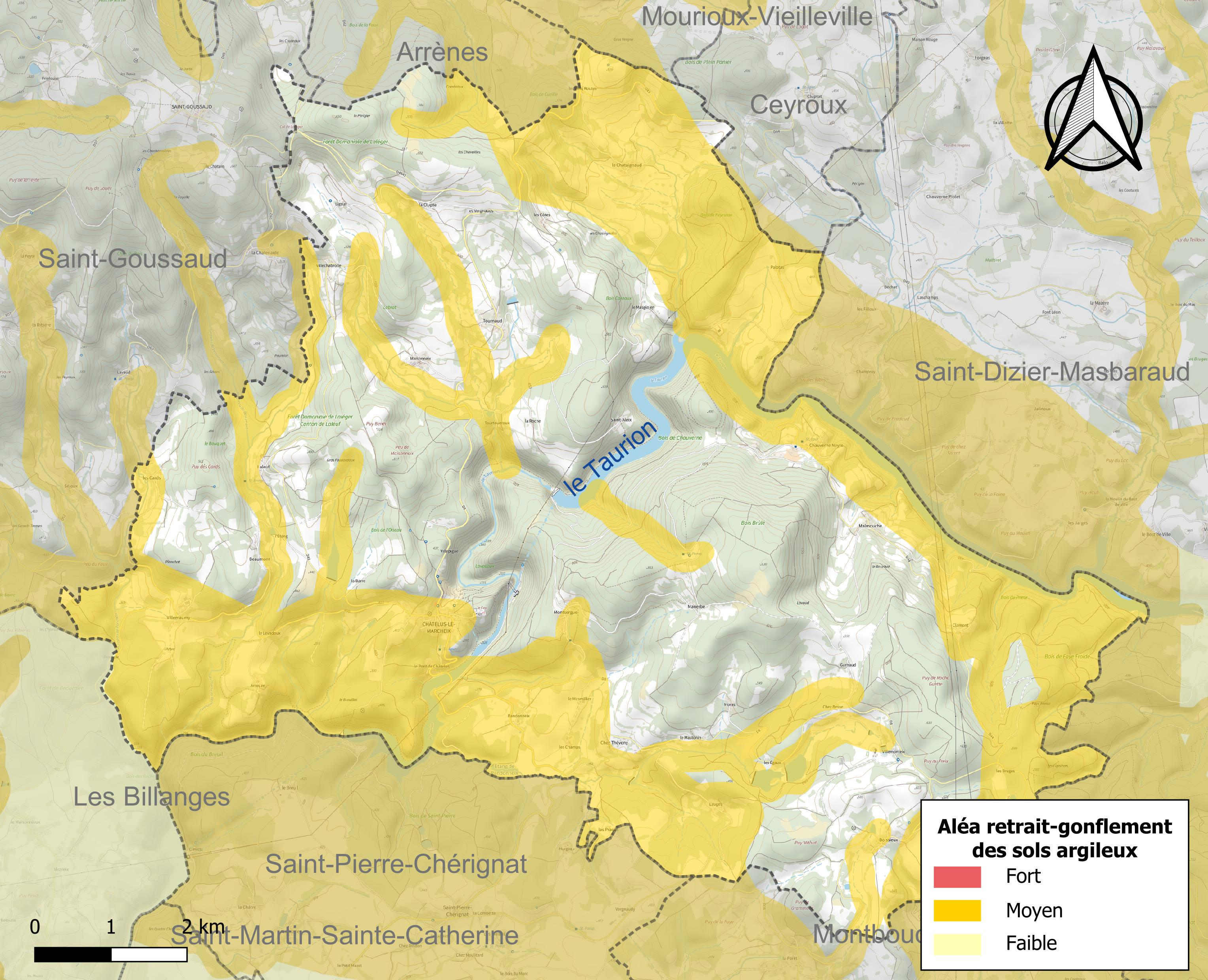
Carte des zones d'aléa retrait-gonflement des sols argileux de Châtelus-le-Marcheix.

Le retrait-gonflement des sols argileux est susceptible d'engendrer des dommages importants aux bâtiments en cas d’alternance de périodes de sécheresse et de pluie. 49,1 % de la superficie communale est en aléa moyen ou fort (33,6 % au niveau départemental et 48,5 % au niveau national). Sur les 402 bâtiments dénombrés sur la commune en 2019, 248 sont en aléa moyen ou fort, soit 62 %, à comparer aux 25 % au niveau départemental et 54 % au niveau national. Une cartographie de l'exposition du territoire national au retrait gonflement des sols argileux est disponible sur le site du BRGM,.
Par ailleurs, afin de mieux appréhender le risque d’affaissement de terrain, l'inventaire national des cavités souterraines permet de localiser celles situées sur la commune.
La commune a été reconnue en état de catastrophe naturelle au titre des dommages causés par les inondations et coulées de boue survenues en 1982 et 1999. Concernant les mouvements de terrains, la commune a été reconnue en état de catastrophe naturelle au titre des dommages causés par des mouvements de terrain en 1999.

#### Risques technologiques
. À ce titre elle est susceptible d’être touchée par l’onde de submersion consécutive à la rupture d'un de ces ouvrages.

#### Risque particulier
Dans plusieurs parties du territoire national, le radon, accumulé dans certains logements ou autres locaux, peut constituer une source significative d’exposition de la population aux rayonnements ionisants. Certaines communes du département sont concernées par le risque radon à un niveau plus ou moins élevé. Selon la classification de 2018, la commune de Châtelus-le-Marcheix est classée en zone 3, à savoir zone à potentiel radon significatif.

## Histoire
Mystère toponymique 
On trouve sur les cartes anciennes des traces des toponymes suivants : Chastelus-Marcheis (1483), Chasteluz-le-Marcheys (1573) et Le Châtelus-Marcheix (1801).
Le mot latin castellum est l'origine du mot français « château », « chastel » dans le domaine nord-occitan (limousin, auvergnat), (« castel » en languedocien, et castèt / casteth en gascon). La commune de Châtelus doit ainsi son nom à son château, disparu depuis au moins le XVIIIe siècle.
Mais lequel ? Les historiens divergent sur le château en question. Certains pensent qu'il s'agissait du château de Peyrusse, dont on peut encore voir les ruines près du village du même nom, qui aurait selon la légende locale été occupé durant plusieurs années par le routier (pilleur) Aymerigot Marchès, ce qui expliquerait le nom de la commune. D'autres historiens pensent qu'il s'agissait probablement d'un autre château, plus proche du bourg, et dont l'actuelle église serait à l'origine la chapelle, château qui aurait disparu bien avant le XVIIIe siècle.
On peut aussi rapprocher Marcheix de la province de Marche (ci-dessous).
Ancien Régime
Sous l'Ancien régime, la commune de Châtelus-le-Marcheix faisait partie de l'ancienne province de la Marche dans ses limites du XVIIIe siècle.  Cette province correspondait au département actuel de la Creuse ainsi qu'une partie de la Haute-Vienne. 
La commune appartenait aussi à la généralité de Limoges et à l'élection de Bourganeuf.
À la Révolution française, elle est rattachée au département de la Creuse qui prend à peu près les contours de l'ancienne province de la Marche (plus précisément de sa partie dite "Haute-Marche", tandis que la "Basse-Marche", c'est-à-dire les environs de Bellac, Châteauponsac, Le Dorat est quant à elle rattachée au département de la Haute-Vienne).
Maçons migrants
Comme de nombreuses communes creusoises, Châtelus-le-Marcheix a fourni durant des siècles un nombre important de maçons de la Creuse. Certains se sont définitivement établis dans les régions de Paris, Lyon ou encore Reims comme ouvriers ou comme entrepreneurs, notamment au XIXe siècle. Les maçons de Châtelus-le-Marcheix allaient en grande majorité travailler en Île-de-France et dans la Marne.
Ces maçons ont acquis sur les chantiers des idées socialistes et progressistes qu'ils ont massivement diffusées dans leur région d'origine, dès le milieu du XIXe siècle. Ainsi la Creuse fut très tôt une terre de gauche largement déchristianisée et le terrain d'un communisme rural que les chercheurs étudient aujourd'hui. Cependant, comme dans le reste du Haut-Limousin, cette déchristianisation (diminution importante, dès le XIXe siècle, du nombre de baptêmes et de mariages religieux) n'empêcha pas certains rites d'origine païenne de perdurer jusqu'au XXe siècle (culte des saints locaux, des bonnes fontaines, cérémonie du feu de la Saint-Jean appelé trafoujau…)
Les registres officiels prouvent la grande implication des maçons de la Creuse dans différents mouvements sociaux du XIXe siècle, notamment durant la révolution de 1848 et durant la Commune de Paris (1871), épisodes au cours desquels nombre d'entre eux furent fusillés ou emprisonnés.
À partir du XIXe siècle, l'histoire des maçons de la Creuse se lie à celle de la franc-maçonnerie, nombre d'élus et entrepreneurs locaux, anciens maçons de la Creuse, devenant francs-maçons. Le plus célèbre d'entre eux étant sans aucun doute Martin Nadaud.

## Politique et administration

### Député et conseiller général
Châtelus-le-Marcheix appartenait à la 1re circonscription composée des cantons de Bénévent-l'Abbaye, Bonnat, Bourganeuf, Dun-le-Palestel, Le Grand-Bourg, Guéret-Nord, Guéret-Sud-Est, Guéret-Sud-Ouest, Saint-Vaury et La Souterraine jusqu'aux élections de juin 2012.
Depuis le redécoupage des circonscriptions législatives françaises de 2010, la Creuse ne comporte plus qu'une seule circonscription.
Lors des élections législatives françaises de 2012, Michel Vergnier qui était le député (PS) sortant de la 1re circonscription depuis 1997 a été élu député de la Creuse face à Jean Auclair qui était le député sortant (UMP) de la deuxième circonscription.
Le conseiller général du canton de Bénévent-l'Abbaye est André Mavigner (DVG) depuis 2008.

### Maires
| Période                                  | Période      | Identité          | Étiquette | Qualité                                                                                         |
| ---------------------------------------- | ------------ | ----------------- | --------- | ----------------------------------------------------------------------------------------------- |
| Les données manquantes sont à compléter. |              |                   |           |                                                                                                 |
| 1995                                     | juillet 2008 | André Mavigner    | PS-DVG    | conseiller général du canton de Bénévent-l'Abbaye (1982-2015) vice-président du conseil général |
| juillet 2008                             | mars 2014    | Philippe Séraphin |           | retraité RATP                                                                                   |
| mars 2014                                | 2020         | Thierry Péronne   | SE        | Agriculteur                                                                                     |
| 2020                                     | mars 2022    | Alain Peyle       | SE        | retraité                                                                                        |
| mars 2022                                | En cours     | Philippe Riot     | SE        | retraité                                                                                        |

## Démographie
Jusqu'aux années 1940, la commune de Châtelus comptait plus de 1 000 habitants (jusqu'à 1 988 habitants en 1906). Victime de la première Guerre mondiale puis d'un très massif exode rural entre 1930 et 1970, comme la majorité des communes creusoises, sa population a chuté de plus de 70 % en un siècle.
L'évolution du nombre d'habitants est connue à travers les recensements de la population effectués dans la commune depuis 1793. Pour les communes de moins de 10 000 habitants, une enquête de recensement portant sur toute la population est réalisée tous les cinq ans, les populations de référence des années intermédiaires étant quant à elles estimées par interpolation ou extrapolation. Pour la commune, le premier recensement exhaustif entrant dans le cadre du nouveau dispositif a été réalisé en 2008.

En 2022, la commune comptait 310 habitants, en évolution de −5,49 % par rapport à 2016 (Creuse : −3,32 %, France hors Mayotte : +2,11 %).
| 1793  | 1800  | 1806  | 1821  | 1831  | 1836  | 1841  | 1846  | 1851  |
| ----- | ----- | ----- | ----- | ----- | ----- | ----- | ----- | ----- |
| 1 591 | 1 522 | 1 389 | 1 541 | 1 495 | 1 449 | 1 604 | 1 812 | 1 758 |

| 1856  | 1861  | 1866  | 1872  | 1876  | 1881  | 1886  | 1891  | 1896  |
| ----- | ----- | ----- | ----- | ----- | ----- | ----- | ----- | ----- |
| 1 716 | 1 613 | 1 741 | 1 622 | 1 748 | 1 752 | 1 862 | 1 891 | 1 937 |

| 1901  | 1906  | 1911  | 1921  | 1926  | 1931  | 1936  | 1946  | 1954 |
| ----- | ----- | ----- | ----- | ----- | ----- | ----- | ----- | ---- |
| 1 949 | 1 988 | 1 884 | 1 612 | 1 509 | 1 603 | 1 212 | 1 035 | 915  |

| 1962 | 1968 | 1975 | 1982 | 1990 | 1999 | 2006 | 2008 | 2013 |
| ---- | ---- | ---- | ---- | ---- | ---- | ---- | ---- | ---- |
| 794  | 647  | 495  | 447  | 375  | 356  | 363  | 365  | 341  |

| 2018 | 2022 | - | - | - | - | - | - | - |
| ---- | ---- | - | - | - | - | - | - | - |
| 299  | 310  | - | - | - | - | - | - | - |

## Langue et culture
La commune dans son ensemble appartient à l'aire dialectale limousine, on y parle donc traditionnellement l'occitan limousin, que l'on nomme aussi patois, terme à l'origine dépréciatif s'appliquant à toutes les langues de France autres que le français et qui n'est donc pas un terme scientifiquement accepté. Dans les siècles passés, les locuteurs eux-mêmes parlaient plus volontiers de limousin (limouzi) ou de langue limousine (lèngo limouzino). Cette langue connut ses heures de gloire, notamment à l'époque des troubadours limousins puis, bien plus tard, aux XIXe et XXe siècles, avec une importante production littéraire et chansonnière (avec comme figures de proue Jean Foucaud puis Jean Rebier et le succès du Félibrige limousin).

L’espace dialectal de l’occitan limousin et du marchois.

Le parler castelmarchois est quelque peu influencé, phonétiquement et lexicalement, par les dialectes occitans voisins, le marchois et l'auvergnat. Mais on ne peut cependant pas dire qu'il soit un parler de transition entre le dialecte limousin et ces deux autres dialectes, les véritables zones de transition se situant à une bonne vingtaine de kilomètres au nord pour le marchois (environs de Fursac et du Grand-Bourg) et à une trentaine de kilomètres à l'est pour l'auvergnat (environs de Pontarion). Ainsi, le parler de Châtelus-le-Marcheix demeure bien plus proche de ceux d'Ambazac, de Laurière ou de Saint-Léonard-de-Noblat, par exemple.
Cela coïncide avec le fait que les Castelmarchois ont traditionnellement été davantage tournés vers le Limousin que vers la Marche. En effet, les documents anciens montrent que les paysans castelmarchois se rendaient bien plus souvent, par exemple pour les foires et marchés (hormis les deux premiers pôles d'attraction historiques que sont Bénévent-l'Abbaye et Bourganeuf) dans les villes haut-viennoises (Ambazac, Saint-Léonard-de-Noblat, Limoges…) que dans les villes du nord et de l'est de la Creuse (Guéret, La Souterraine, Aubusson…). D'ailleurs, de nombreux collectages effectués jusqu'aux années 2000 prouvent que les vieux Castelmarchois se définissaient comme tout à fait Limousins, ce qui n'est pas le cas de la majorité des Creusois, qui pour certains sont très éloignés du Limousin historique et n'éprouvent donc pas ce sentiment d'appartenance au Limousin.
Culturellement, cette appartenance limousine se traduit par exemple par des traditions musicales (danses et chansons traditionnelles et populaires) ainsi que tout un corpus de tradition orale (contes, proverbes…) partagés avec le reste du Haut-Limousin.
Si, jusqu'au début des années 1990, la langue occitane était encore majoritaire dans tous les villages de la commune et parlée quotidiennement par une grande partie de ses habitants, elle tend comme partout à disparaître avec la dernière génération de locuteurs naturels ou natifs, les gens nés avant la Seconde Guerre mondiale, moment à partir duquel la transmission familiale s'est rompue : à partir des années 1940, les gens nés avant-guerre continuaient de parler occitan entre eux mais s'adressaient en français à leurs enfants, phénomène que l'on constate pour la plupart des langues de France. L'occitan limousin est donc depuis les années 2000, à Châtelus-le-Marcheix comme ailleurs, tout à fait moribond, malgré les efforts de quelques associations locales et régionales pour valoriser le patrimoine linguistique.
À Châtelus-le-Marcheix, l'occitan a, comme dans l'ensemble de la Creuse et du Limousin, laissé une empreinte profonde dans la toponymie et même dans l'anthroponymie locale. Ainsi, la plupart des villages de la commune et nombre de familles qui en sont originaires portent des noms d'origine occitane. Il a aussi laissé sa trace dans nombre de limousinismes (expressions et tournures de phrases issues de l'occitan) ainsi que dans l'accent avec lequel les autochtones parlent français. Mais là aussi, comme un peu partout en France, l'accent et les expressions locales tendent à disparaître au profit d'un français standard véhiculé par les médias et les contacts fréquents avec les autres régions françaises.

## Lieux et monuments
- Église de l'Assomption-de-la-Vierge de Châtelus-le-Marcheix, inscrite au titre des monuments historiques en 1988[26].
- Le château de Peyrusse : qu'il ait ou pas donné son nom à la commune (voir ci-dessus), il demeure sur les bords du Thaurion, près du village du même nom, les ruines encore visibles d'un château fort. Il fut d'abord un simple fort édifié à la fin du Ve siècle par les Wisigoths, désireux d'établir ainsi leur souveraineté dans la région, récemment conquise et intégrée au Royaume wisigoth d'Aquitaine. Le château a notamment appartenu aux Rochechouart et à la famille Foucault de Saint-Germain Beaupré. On dit par ailleurs qu'il aurait été occupé par le routier Aymerigot Marchès. Le château féodal, dont on ne trouve que quelques ruines au milieu des bois, ne doit pas être confondu avec la fort belle demeure du village de Peyrusse, sur le domaine agricole qui fut notamment propriété de Léonce de Lavergne au XIXe siècle.
- La source de Bois-Brûlé : sur la commune, au Bois Brûlé (colline que l'on nomme Bos Brûla en occitan) près du village de Chauverne-Neyre, se trouve une source remarquable puisqu'elle jaillit à 620 mètres d'altitude. Un dicton local dit Bos Brûla mé soun tchapé, bargiro prèn toun manté! : Bois brûlé met son chapeau, bergère prends ton manteau !, signifiant que les brumes sur cette colline annoncent la pluie sur les villages de la vallée du Thaurion.
- Le "pont romain" : selon des auteurs locaux comme André Mavigner, ce pont est injustement nommé ainsi, car il serait en réalité un pont médiéval. Ce joli pont de pierres qui enjambait le Thaurion a été "noyé" au début des années 1930 lorsqu'ont été mis en service les deux barrages "enserrant" la rivière à l'endroit de Châtelus : le barrage de La Roche-Thalamy en amont et le barrage de l'Etroit en aval. Le pont "romain" a alors été remplacé par un pont de béton, plus haut et plus large. Aujourd'hui, lorsque le niveau de l'eau le permet, les baigneurs qui fréquentent la plage de Châtelus-le-Marcheix peuvent encore s'amuser à marcher sur l'ancien pont tout en ayant uniquement le haut du corps hors de l'eau. À certaines occasions, lorsque E.D.F. baisse considérablement le niveau de l'eau entre les deux barrages, les visiteurs peuvent admirer l'ancien pont, situé à quelques mètres du "nouveau"…
- La Marianne maçonnique, la mairie de Châtelus-le-Marcheix possède une Marianne maçonnique, sculptée par Théodore Hébert et installée en 1896 par le maire de l'époque, Eugène Devillechabrolle. Sur le buste de cette statue de plâtre figure le triangle maçonnique d'où partent des faisceaux tricolores, et autour duquel est inscrite la devise républicaine Liberté, Égalité, Fraternité. Cette Marianne particulière a plusieurs fois été exposée à l'extérieur de la commune, notamment à Guéret en 1989 pour le bicentenaire de la Révolution française.
- La bannière de la Libre Pensée, à la mairie est également exposée une imposante bannière de la Libre Pensée semblant elle aussi dater de la fin du XIXe siècle et qui porte l'inscription Commune de Châtelus-le-Marcheix (Creuse) Comité de Libre Pensée. Tout comme la Marianne maçonnique, cette bannière prouve l'attachement précoce de la commune et de ses administrateurs aux idées sociales, progressistes et laïques, idées que les maçons ont acquises sur les chantiers parisiens, champenois et lyonnais et ont largement diffusées dans leur pays d'origine dès le milieu du XIXe siècle.

## Lieux-dits
La commune de Châtelus regroupe quarante villages dispersés autour du bourg, dans un paysage très vallonné : Arsouze, La Barre, Beaumont, Boissieux, Les Bruges, Les Cards, Le Châtaignaud, Chauverne-Neyre (ou Chauverne-Nègre),Chez Theveny, Les Cinq-Routes, Clamont, La Clupte, Les Côtes, Garnaud, Laleuf, Lauge, Le Levadoux, Lignat, Maisonneix, Malmouche, Manerbe, Le Masginier, Le Masmillier, Le Mastonin, Montsergue, Moras, Mournetas, Palotas, Peyrusse, Las Pradas, Randonneix, La Roche, Saint-Aleix, Tournaud, Tourtoueroux, Les Vergnauds, Villechabrolle, Villemaumy, Villemonteix, Villepigue.
L'ordonnance du 14 mai 1837 supprima la commune de Champroy. Tandis que le bourg et le village des Jarges furent rattachés à Saint-Dizier-Leyrenne, les villages de Palotas, Peyrusse et Le Châtaignaud furent quant à eux incorporés dans la commune de Châtelus-le-Marcheix.

## Personnalités liées à la commune
- Léonce de Lavergne (économiste et député de la Creuse qui fut propriétaire du domaine de Peyrusse)
- Pierre Michon (écrivain né aux Cards, village de la commune)

## Châtelus-le-Marcheix dans la littérature
Dans son premier livre Vies minuscules, Pierre Michon décrit des lieux et personnages de la commune.
Châtelus-le-Marcheix est l'un des lieux où se situe l'action du roman La Carte et le Territoire de Michel Houellebecq ayant obtenu le Prix Goncourt en 2010.
Dans Envoyée spéciale, Jean Echenoz, connu pour être un ami de Pierre Michon originaire de la commune, fait séquestrer son héroïne Constance non loin de Châtelus-le-Marcheix où les ravisseurs viennent faire leurs courses.

## Photographies

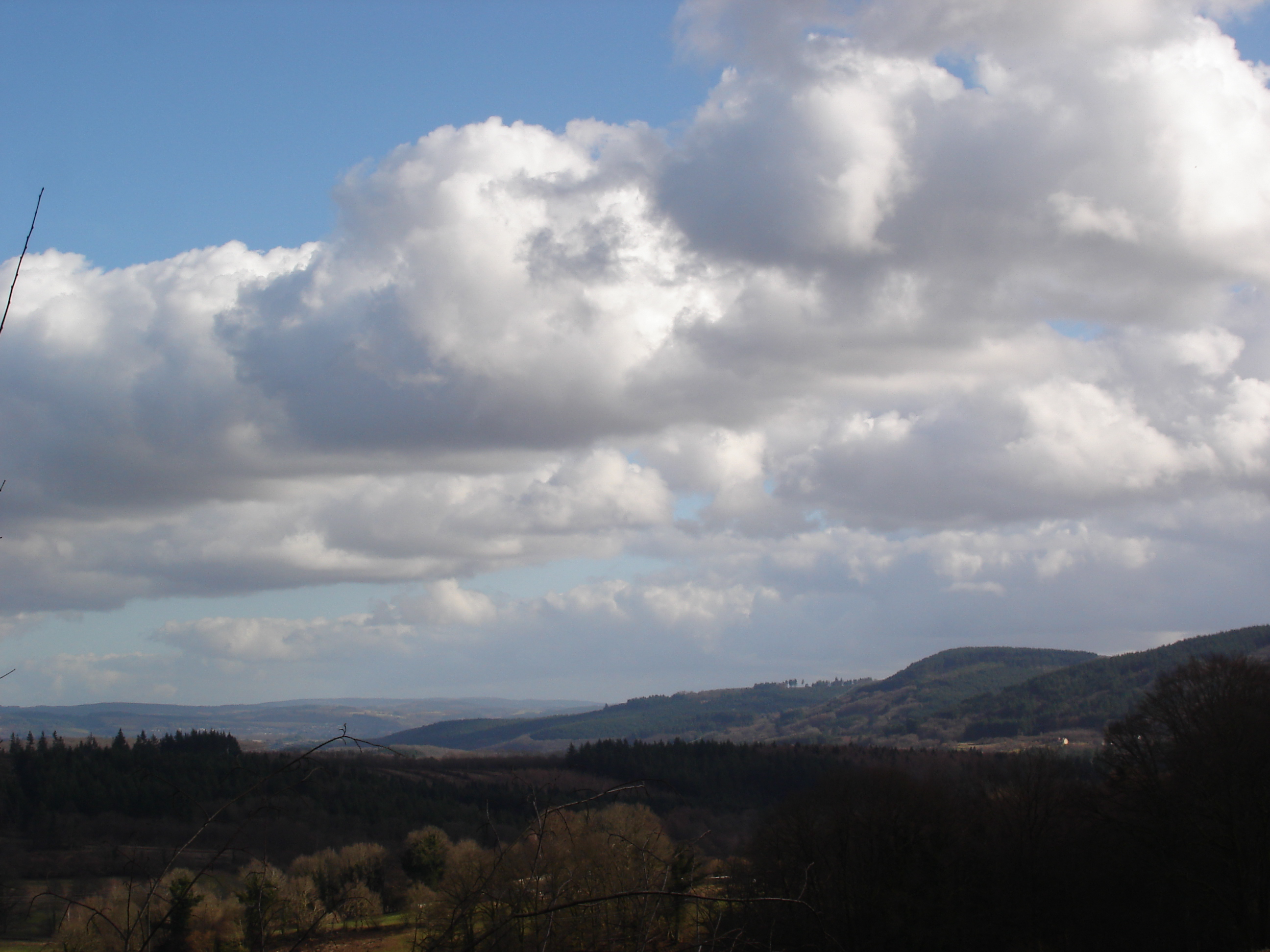
Paysage de fin d'hiver sur la commune de Châtelus-le-Marcheix
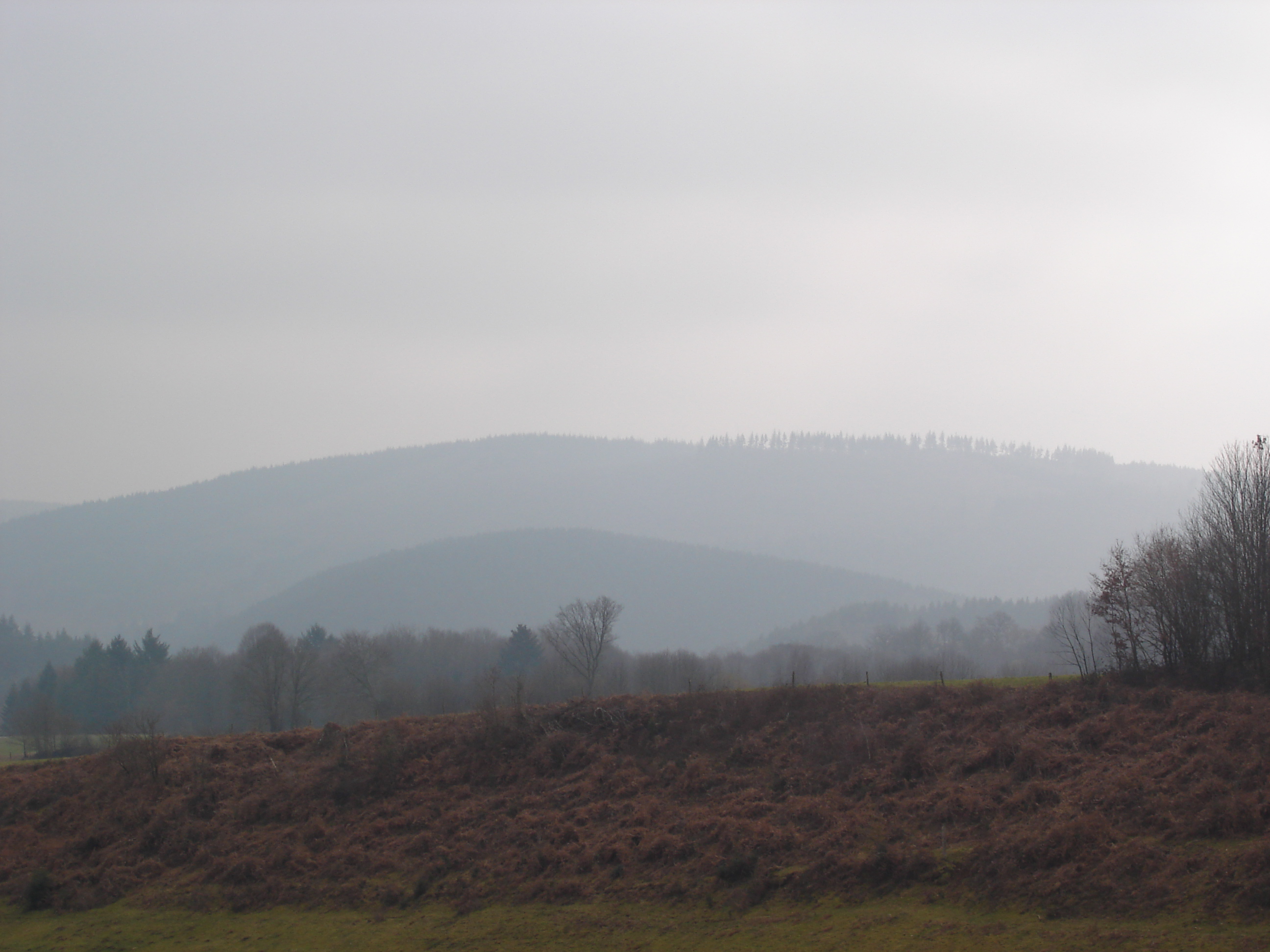
Paysage sur la commune de Châtelus-le-Marcheix
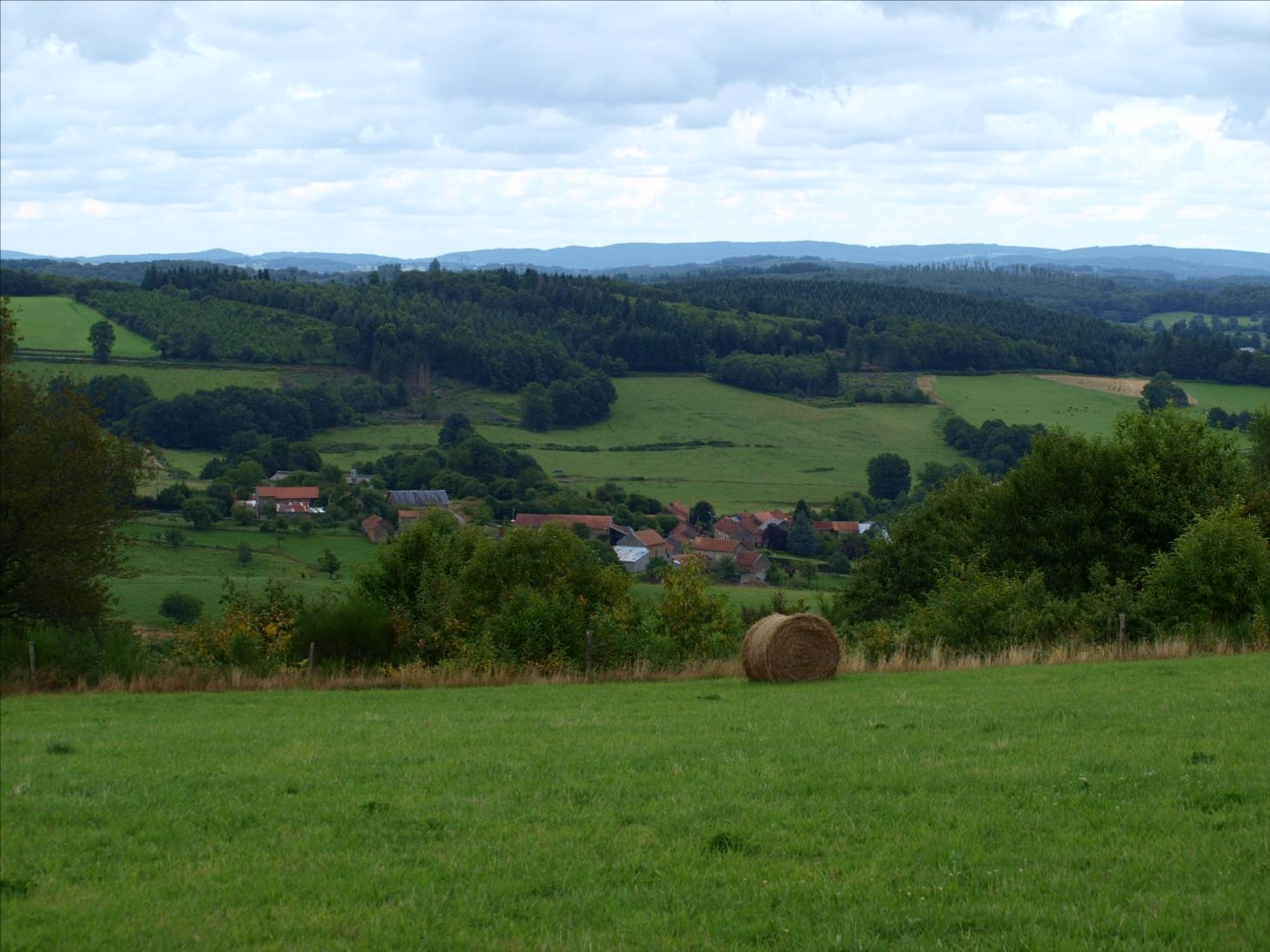
Le Châtaignaud, commune de Châtelus-le-Marcheix
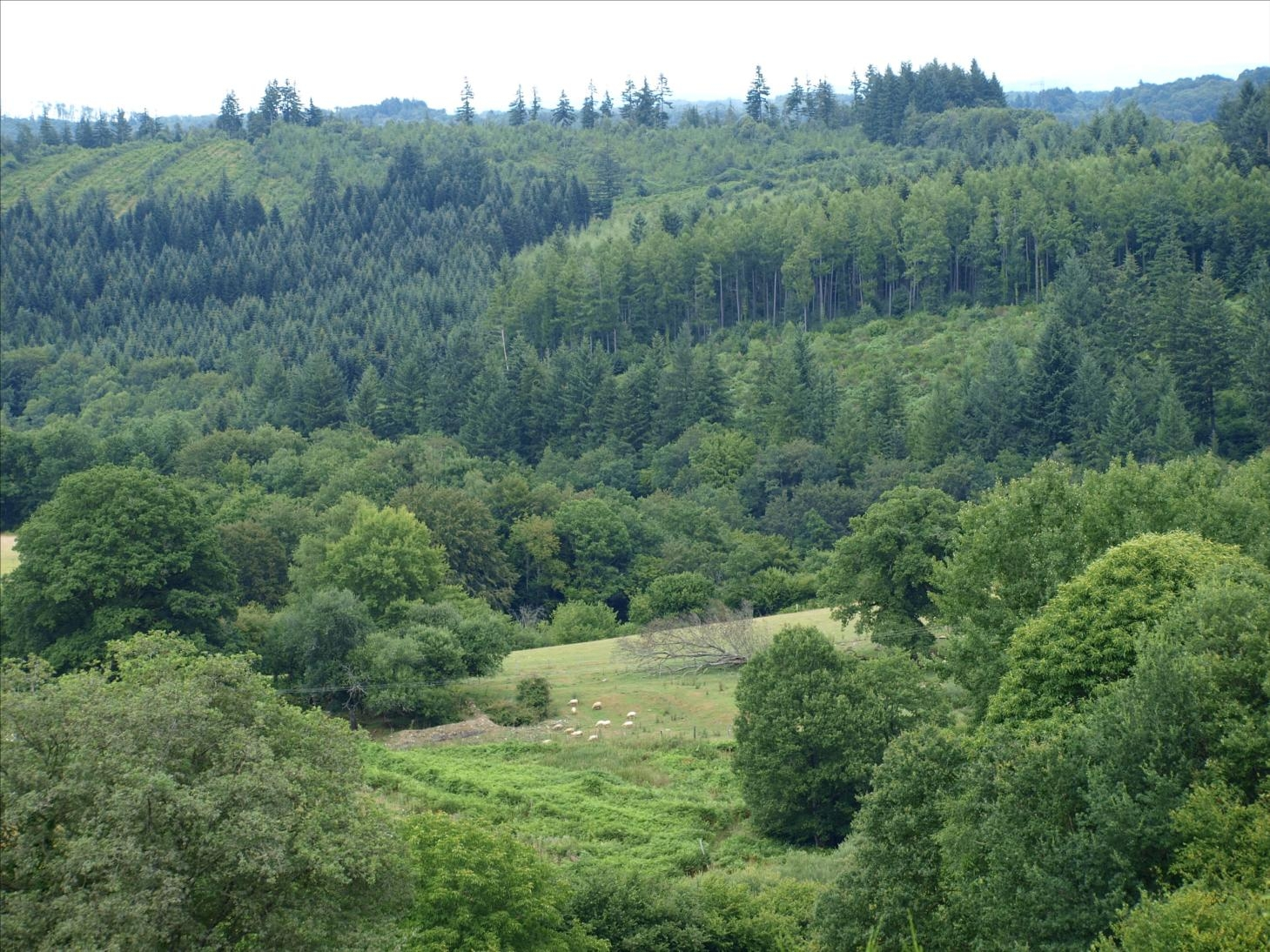
Près du Thaurion, commune de Châtelus-le-Marcheix
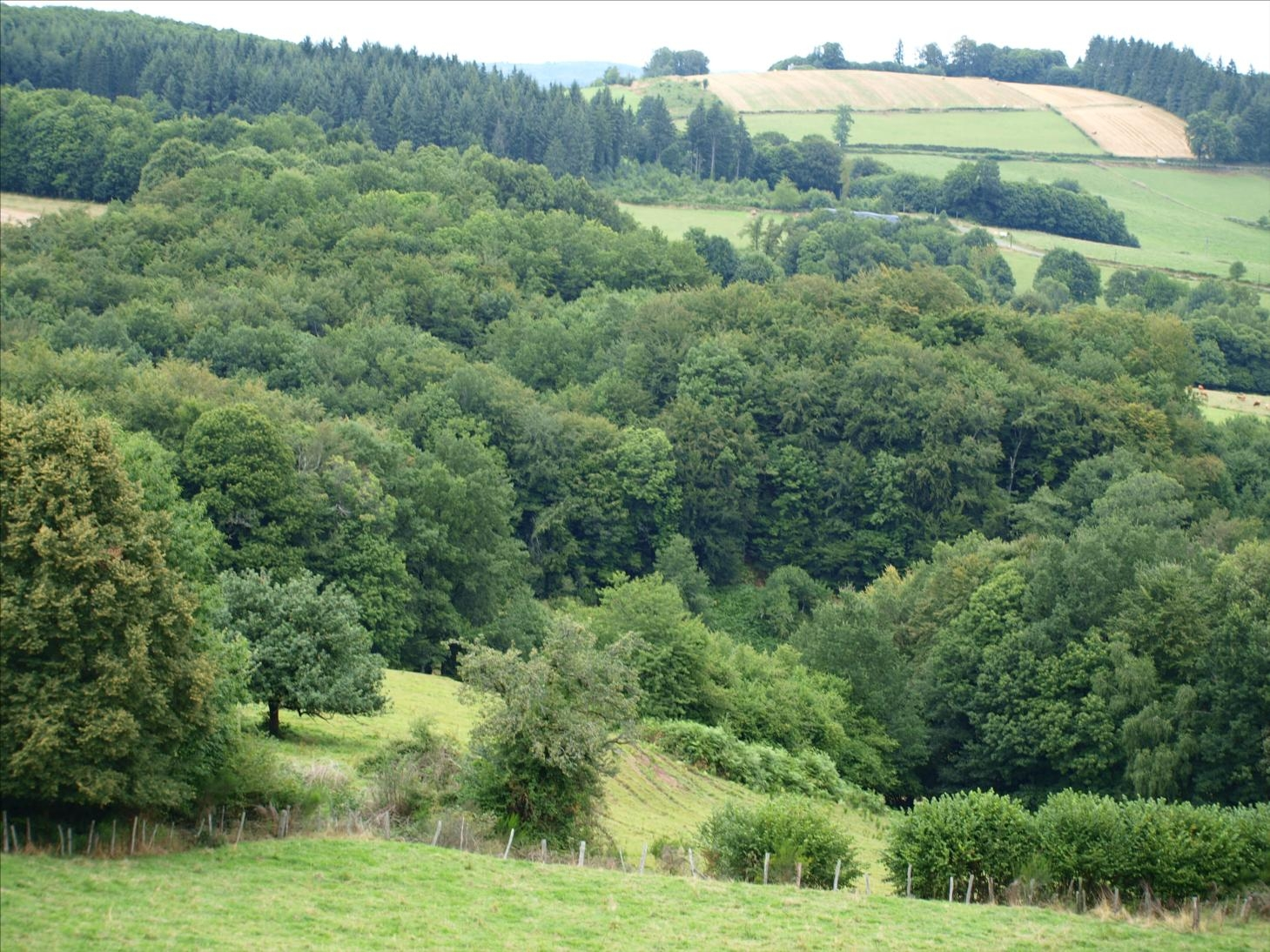
Paysage sur la commune de Châtelus-le-Marcheix
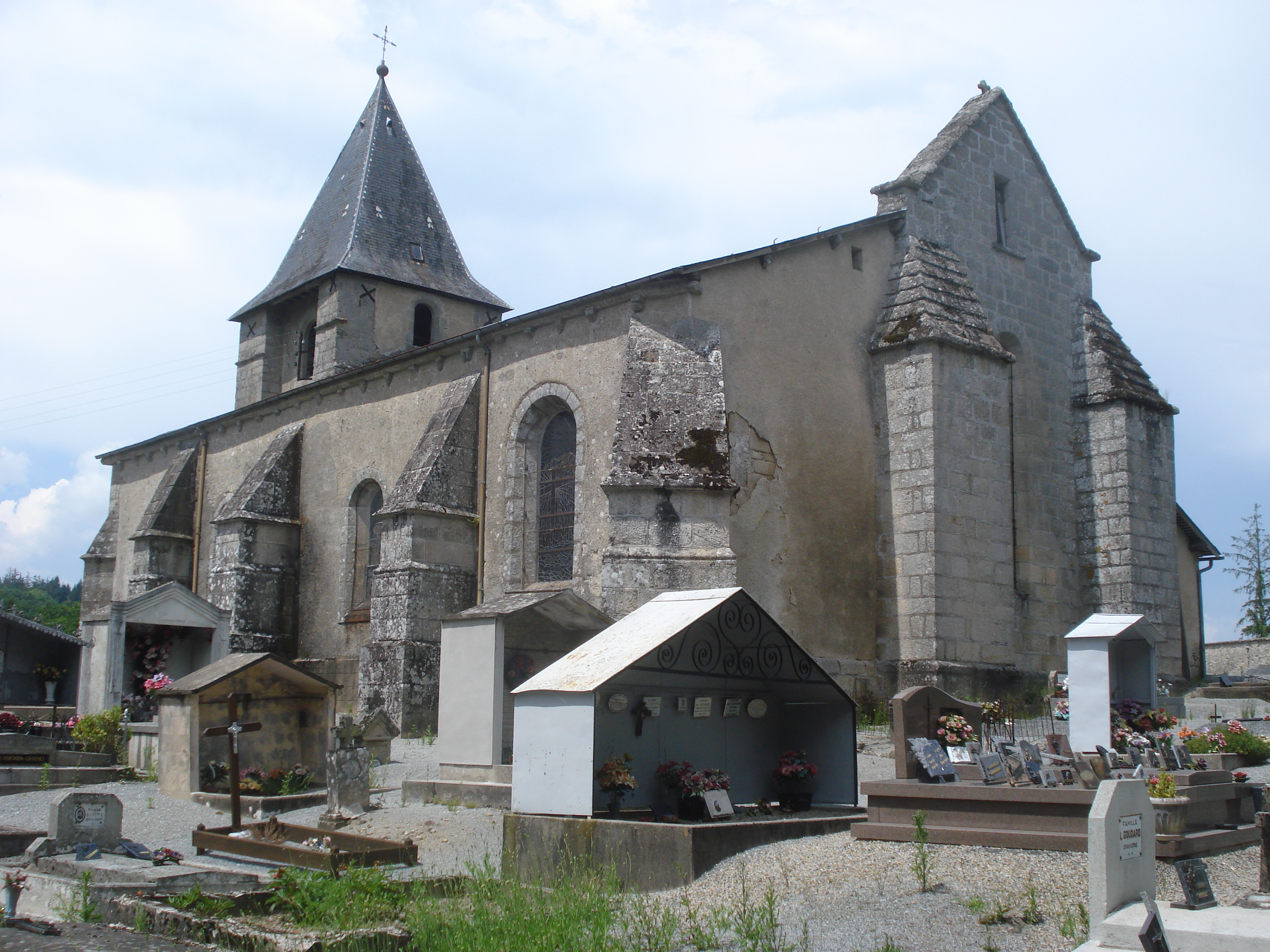
L'église
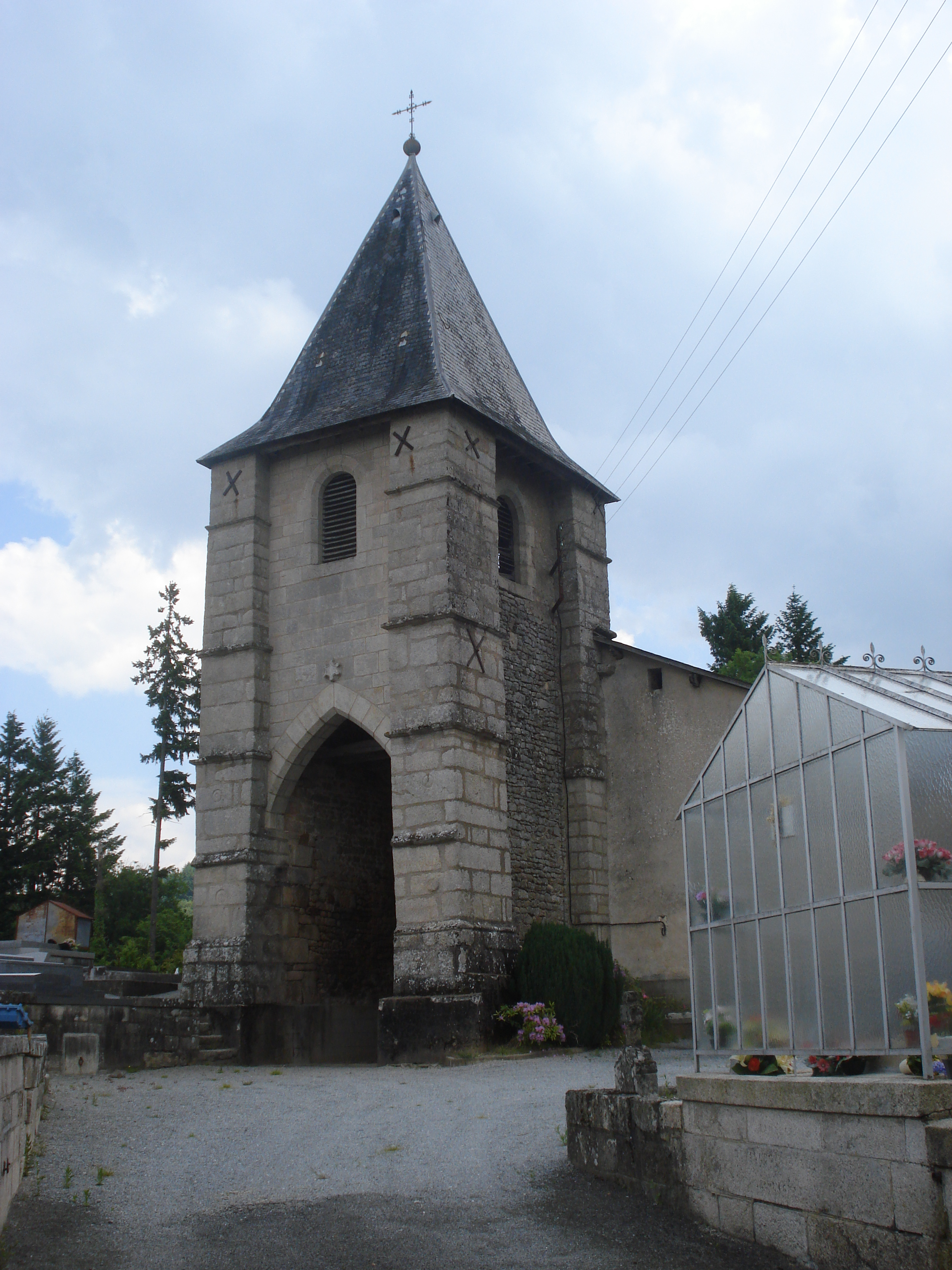
Clocher de l'église
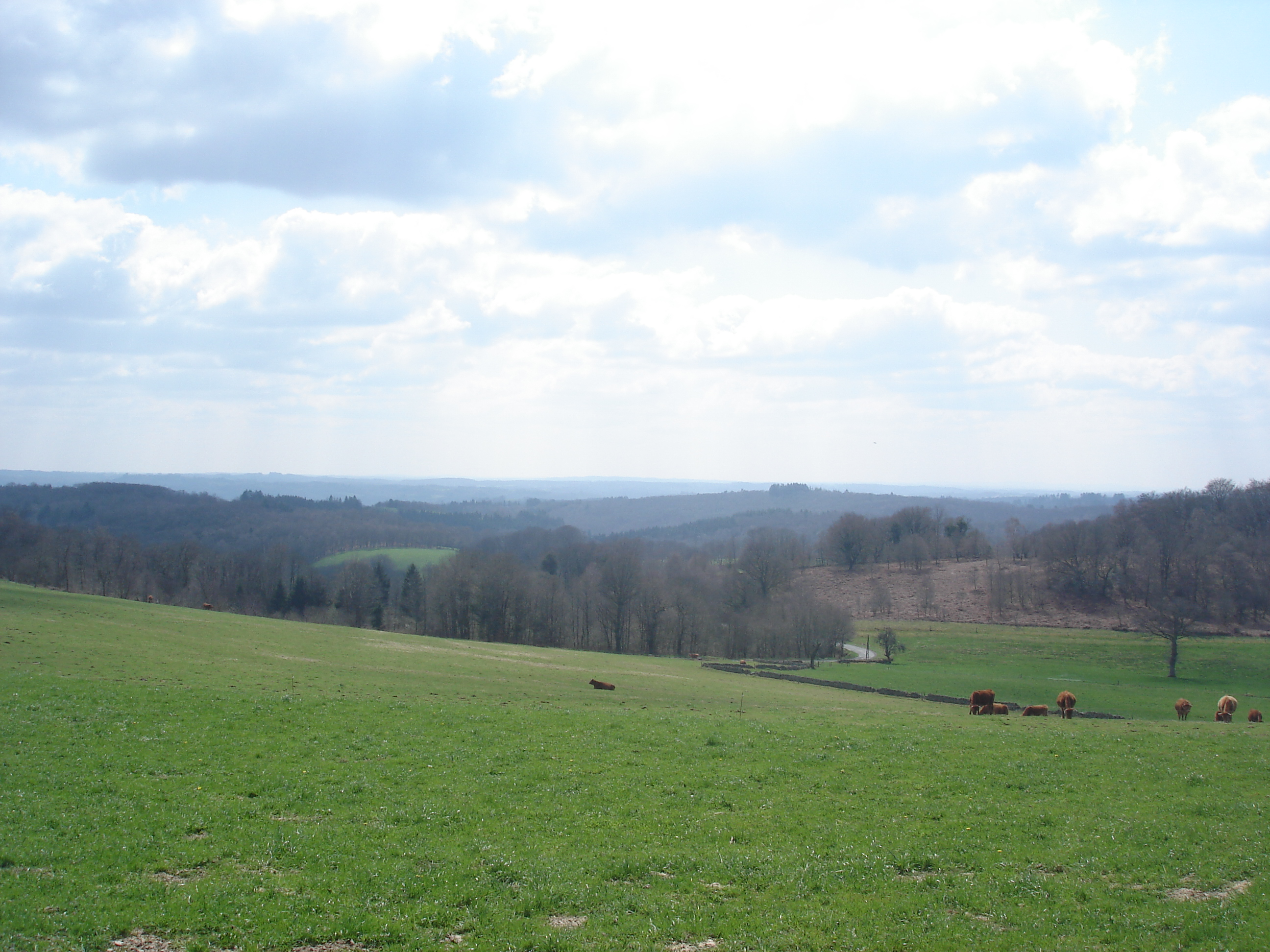
Paysage près de Villechabrolle, commune de Châtelus-le-Marcheix